# HD39282
HD39282 — хімічно пекулярна зоря спектрального класу A1, що має видиму зоряну величину в смузі V приблизно  8,1.
Вона  розташована на відстані близько 429,7 світлових років від Сонця.